# دوني بيل
دوني بيل (بالإنجليزية: Donnie Bell)‏ هو سياسي أمريكي، ولد في 3 مارس 1963 في الولايات المتحدة. حزبياً، نشط في الحزب الجمهوري. وقد انتخب عضو مجلس نواب مسيسيبي.